# Крючкова, Пелагея Ивановна
Пелагея Ивановна Крючкова (род. 1927) — передовик советской химической промышленности, начальник цеха Клинского комбината искусственного и синтетического волокна Министерства химической промышленности СССР, Московская область, Герой Социалистического Труда (1966). Почётный гражданин города Клин Московской области (2019).

## Биография
Родилась в 1927 году в Ульяновской области. При рождении родители дали ей имя Ирина, однако в сельсовете была сделана запись Пелагея. Своё детство провела в Узбекистане в Ташкенте. После окончания обучение в техникуме поступила на работу на Клинский комбинат искусственного и синтетического волокна.
На клинском комбинате «Химволокно» Пелагея Ивановна отработала 42 года, пройдя трудовой путь от рабочей-крутильщицы до начальника цеха капронового шелкового производства с численностью 1200 человек. Передовик производства, наставник молодёжи, который старалась передать весь свой опыт и навыки работы в химической промышленности. Была наставником у группы обучающихся из дружественного государства Вьетнам.
За досрочное выполнение плана 7-й пятилетки, Указом Президиума Верховного Совета СССР от 28 мая 1966 года Пелагеи Ивановне Крючковой было присвоено звание Героя Социалистического Труда с вручением ордена Ленина и золотой медали «Серп и Молот».
В дальнейшем продолжала трудовую деятельность. Выйдя на заслуженный отдых на протяжении 30 лет продолжила работать в ветеранской организации «Клинволокно». В 2017 году были подготовлены и изданы её мемуары «Моя жизнь на родине, в Ташкенте, в Клину».
29 июля 2019 года решением органов муниципальной власти города Клина было принято решение присвоить почётное звание «Почётный гражданин города Клина».
Проживала в деревне Лаврово. Ведёт подсобное хозяйство, занимается садоводством.
Воспитала сына и дочь.

## Награды
За трудовые успехи удостоена:
- золотая звезда «Серп и Молот» (28.05.1966),
- орден Ленина (28.05.1966),
- другие медали.
- Почётный гражданин города Клин Московской области (29.07.2019).